# Coupe de France 2010/11

CdF-Wettbewerbslogo
seit der Saison 2007/08

Der Wettbewerb um die Coupe de France in der Saison 2010/11 war die 94. Ausspielung des französischen Fußballpokals für Männermannschaften. In dieser Spielzeit nahmen 7.449 Vereine aus Frankreich und seinen Übersee-Départements bzw. -territorien (230 Klubs) daran teil, womit der bisherige Melderekord aus dem Vorjahr deutlich übertroffen wurde. Den größten regionalen Anteil stellte die Bretagne mit 707 Meldungen.
Titelverteidiger war Paris Saint-Germain, der 2011 erneut das Endspiel – sein insgesamt zwölftes – erreichte. Die Coupe de France allerdings gewann der OSC Lille, der zum ersten Mal seit 1955 wieder bis in das Finale vordrang und zum sechsten Mal einen Pokalsieg feiern konnte.
Nach Abschluss der von den regionalen Untergliederungen des Landesverbands FFF organisierten Qualifikationsrunden griffen im Zweiunddreißigstelfinale auch die Erstligisten in den Wettbewerb ein. Ab dieser Runde wurde der Wettbewerb nach dem klassischen Pokalmodus ausgetragen; das heißt insbesondere, dass die jeweiligen Spielpaarungen ohne Setzlisten oder eine leistungsmäßige bzw. regionale Vorsortierung der Vereine aus sämtlichen noch im Wettbewerb befindlichen Klubs ausgelost werden und lediglich ein Spiel ausgetragen wird, an dessen Ende ein Sieger feststehen muss (und sei es durch Verlängerung und Elfmeterschießen), der sich dann für die nächste Runde qualifiziert, während der Verlierer ausscheidet. Auch das Heimrecht wird für jede Begegnung durch das Los ermittelt, seit 2003/04 jedoch mit der Einschränkung, dass Klubs, die gegen eine mindestens zwei Spielniveaus – nicht zu verwechseln mit Ligastufen – höher spielende Elf anzutreten haben, automatisch Heimrecht bekommen. Diese Einteilung in Niveaus gilt in dieser Saison letztmals und wird ab 2011/12 durch die Regelung ersetzt, dass Teams automatisches Heimrecht besitzen, die zwei Ligen tiefer als ihr Gegner antreten.
In der 7. Runde hatten die Zweitligavereine und die Pokalsieger aus sieben der französischen überseeischen Gebiete in den Wettbewerb eingegriffen. In der 8. Runde (11./12. Dezember 2010) schied die einzige verbliebene Mannschaft aus Übersee, AS Magenta aus Neukaledonien, aus. Mit der Union Amicale de Cognac erreichte ein Amateurverein die landesweite Hauptrunde, der schon bei der ersten Ausspielung der Coupe (1917/18) dabei gewesen war.
Im Zweiunddreißigstelfinale lieferten die Erstligisten die schlechteste Bilanz seit Einführung des Profifußballs vor 79 Jahren ab: zehn der 20 Teams überstanden diese erste Runde nicht. Nur zwei von ihnen schieden gegen einen anderen Ligue-1-Vertreter aus, während AJ Auxerre und Vorjahresfinalist AS Monaco sich sogar unterklassigen Amateuren (Entente Sportive Wasquehal bzw. Stade Olympique Chambéry) beugen mussten. Dagegen erreichten zehn der zwölf im Wettbewerb verbliebenen Zweitligisten das Sechzehntelfinale. Beide Trends setzten sich in den folgenden Runden fort, so dass nur vier Mannschaften aus dem fußballerischen Oberhaus das Viertelfinale erreichten, aber auch drei Zweit- (Stade Reims, Le Mans FC und SCO Angers; Letzterer schied erst im Halbfinale aus) und mit Chambéry sogar ein Fünftligist. Die Savoyards, die dafür auch mit dem Sieg im Classement des petits poucets („Däumlingswertung“) ausgezeichnet wurden, hatten auf dem Weg dahin nacheinander drei Ligue-1-Teams aus dem Weg geräumt: nach Monaco auch Stade Brest und den FC Sochaux. Das war zuvor noch nie einer vier Klassen tiefer spielenden Elf gelungen, wie überhaupt erst vier Fünftligisten in der Pokalgeschichte so weit vorgedrungen waren (Racing Arras 1949, Olympique Grand Rouen 1999, SC Schiltigheim 2003 und USJA Carquefou 2008).

## Zweiunddreißigstelfinale
Spiele am 7. bis 9., Nachholspiel am 15. Januar 2011; L1, L2 bzw. D3 stehen für die Zugehörigkeit zur ersten bis dritten Liga, CFA bzw. CFA2 für die beiden landesweiten Amateurligen, DH („Division d’Honneur“) für die sechste Ligenstufe.
| - SM Caen L1 – Olympique Lyon L1 0:1 - Paris Saint-Germain L1 – RC Lens L1 5:1 - FC Lorient L1 – OC Vannes L2 4:1 - Stade Reims L2 – HSC Montpellier L1 1:0 - FC Toulouse L1 – Paris FC D3 1:2 - Stade Rennes L1 – AS Cannes D3 7:0 - JF Jarville CFA2 – FC Sochaux L1 0:1 - ES Wasquehal (a) CFA2 – AJ Auxerre L1 2:1 - US Forbach CFA2 – OSC Lille L1 1:3 - ES Troyes AC L2 – FC Metz L2 2:3 n. V. - FC Nantes L2 – UA Cognac CFA2 3:1 - US Chauvigny DH – Le Mans FC L2 1:3 - AS Poissy CFA – RC Strasbourg D3 1:2 - FC Trélissac CFA2 – US Quevilly CFA 0:1 - US Raon CFA – SA Sézanne DH 4:0 - SU Agen CFA2 – FC Poitiers CFA2 2:0 | - SCO Angers L2 – FC Valenciennes L1 2:1 n. V. - AC Arles-Avignon L1 – CS Sedan L2 1:1 n. V. (2:4 i. E.) - AS Saint-Étienne L1 – Clermont Foot L2 0:2 - FC Évian Thonon Gaillard L2 – Olympique Marseille L1 3:1 - US Créteil D3 – OGC Nizza L1 1:1 n. V. (5:6 i. E.) - Girondins Bordeaux L1 – FC Rouen D3 3:1 - FCA Aurillac CFA – AS Nancy L1 2:2 n. V. (3:4 i. E.) - SO Chambéry CFA2 – AS Monaco L1 1:1 n. V. (3:2 i. E.) - FC Issy-les-Moulineaux DH – Stade Brest L1 0:1 n. V. - Olympique Nîmes L2 – Étoile Fréjus-Saint-Raphaël D3 3:2 - US Boulogne L2 – SC Amiens D3 2:2 n. V. (5:4 i. E.) - AS Cherbourg CFA – Le Poiré-sur-Vie VF CFA 1:0 - US Avranches CFA – VF Fontenay-le-Comte CFA 1:3 - US Montagnarde CFA2 – Jeanne d’Arc Drancy CFA 0:0 n. V. (6:7 i. E.) - FC Martigues CFA – US Cheminots Paray-le-Monial DH 2:1 - FC Vaulx-en-Velin DH – Jura Sud Football CFA 1:1 n. V. (5:4 i. E.) (b) |

## Sechzehntelfinale
Spiele am 21. bis 23. Januar 2011
| - OGC Nizza L1 – Olympique Lyon L1 1:0 n. V. - Olympique Nîmes L2 – AS Nancy L1 1:2 n. V. - FC Sochaux L1 – Paris FC D3 2:1 - ES Wasquehal CFA2 – OSC Lille L1 0:1 (c) - Clermont Foot L2 – Stade Reims L2 1:3 - CS Sedan L2 – FC Metz L2 0:1 - FC Nantes L2 – US Raon CFA 2:1 - AS Cherbourg CFA – Le Mans FC L2 0:1 | - SCO Angers L2 – Girondins Bordeaux L1 1:0 - VF Fontenay-le-Comte CFA – FC Lorient L1 0:1 n. V. (d) - SO Chambéry CFA2 – Stade Brest L1 1:1 n. V. (4:3 i. E.) - SU Agen CFA2 – Paris Saint-Germain L1 2:3 - FC Vaulx-en-Velin DH – Stade Rennes L1 0:2 (e) - RC Strasbourg D3 – FC Évian Thonon Gaillard L2 1:0 - US Boulogne L2 – Jeanne d’Arc Drancy CFA 0:1 - US Quevilly CFA – FC Martigues CFA 1:1 n. V. (3:5 i. E.) |

## Achtelfinale
Spiele am 1. und 2. Februar 2011
| - AS Nancy L1 – Le Mans FC L2 1:2 - FC Lorient L1 – FC Metz L2 3:0 - SO Chambéry CFA2 – FC Sochaux L1 2:1 - SCO Angers L2 – RC Strasbourg D3 2:0 | - Stade Rennes L1 – Stade Reims L2 3:4 n. V. - OSC Lille L1 – FC Nantes L2 1:1 n. V. (3:2 i. E.) - FC Martigues CFA – Paris Saint-Germain L1 1:4 - Jeanne d’Arc Drancy CFA – OGC Nizza L1 0:1 (f) |

## Viertelfinale
Spiele am 1. und 2. März 2011
| - OSC Lille L1 – FC Lorient L1 0:0 n. V. (5:3 i. E.) - Stade Reims L2 – OGC Nizza L1 2:3 n. V. | - Paris Saint-Germain L1 – Le Mans FC L2 2:0 n. V. - SO Chambéry CFA2 – SCO Angers L2 (g) 0:3 |

## Halbfinale
Spiele am 19. bzw. 20. April 2011
| - OGC Nizza L1 – OSC Lille L1 0:2 | - SCO Angers L2 – Paris Saint-Germain L1 1:3 |

## Finale
Spiel am 14. Mai 2011 im Stade de France von Saint-Denis vor 79.000 Zuschauern
- OSC Lille – Paris Saint-Germain 1:0 (0:0)

### Mannschaftsaufstellungen
Lille: Mickaël Landreau – Mathieu Debuchy, Aurélien Chedjou, Adil Rami, Franck Béria – Idrissa Gueye (Túlio de Melo, 61.), Yohan Cabaye, Rio Mavuba , Eden Hazard (Stéphane Dumont, 90.) – Gervinho, Moussa Sow (Ludovic Obraniak, 79.)
Trainer: Rudi Garcia
Paris: Grégory Coupet – Ceará, Zoumana Camara, Mamadou Sakho, Siaka Tiéné – Clément Chantôme, Ludovic Giuly (Sammy Traoré, 90.), Claude Makélélé  (Jérémy Clément, 48.), Mathieu Bodmer (Mevlüt Erdinç, 70.) – Guillaume Hoarau, Nenê
Trainer: Antoine Kombouaré
Schiedsrichter: Clément Turpin (Montceau-les-Mines)

### Tore
1:0 Obraniak (89.)

### Besondere Vorkommnisse
Eine Minute nach Lilles Führungstreffer wehrte PSG-Torhüter Coupet einen von ihm selbst verschuldeten Strafstoß von Debuchy ab, doch reichte dies nicht dazu, dass Coupet seine zweite Coupe nach 2008 gewinnen konnte. Noch enttäuschender verlief das Finale für seinen Mannschaftskameraden Nenê, der das Endspielstadion zum zweiten Mal nacheinander – wie 2010 mit der AS Monaco – als Verlierer verlassen musste. Coupets Gegenüber Landreau hingegen gewann nach 1999 und 2000 (damals mit dem FC Nantes) bereits seinen dritten Landespokal.
Schiedsrichter Turpin leitete das Finale zwei Tage vor seinem 29. Geburtstag; damit war er der erste Referee unter 30, der je für ein französisches Pokalendspiel nominiert wurde.